# مالينجي
مالینجي (بالإنجليزية: Malingee)‏ روح الليل في أساطير استراليا، لا يشق طریقه في تنقلاته إلا في ظلام الليل. وهو عندما يمشي تخبط ركبتاه بعضهما في بعض. وتخشاه الناس والحيوانات معا فهو يقتل أفراد القبيلة بفأسه الحجري عند أقل إثارة. أما الحيوانات الأخرى كالطيور الجارحة مثلا النسر، والصقر وغيرهما فربما قتلها بالسكاكين الحجرية التي يربطها في مرفقه. وتقول الأسطورة إن منظر وجهه بشع، وعيونه يقدح منها الشر مما يجعله يظهر بمظهر الشيطان.